# Бернштейн, Джош
Джош Бернштейн (англ. Josh Bernstein; род. 24 февраля 1971, Нью-Йорк, Нью-Йорк) — американский исследователь, писатель, исполнительный продюсер, эксперт по выживанию, антрополог и телеведущий, наиболее известный как ведущий программы «В поисках истины». Позже он стал ведущим программы «В поисках неизвестного с Джошем Бернштейном», на канале Discovery Channel, правда программа выдержала только 1 сезон. В программе было 8 эпизодов, каждый из которых шел около час.

## Биография

### Личная жизнь
Джош Бернштейн родился и вырос на Манхэттене, учился в школе «Горация» . В 1989 году он поступил в Корнельский университет, где получил два диплома в области антропологии и психологии, а также в области изучения коренных американцев и Ближнего Востока. Два срока он был президентом отделения Бета Тета (the Beta Theta) братства Pi Kappa Alpha. После окончания колледжа он провел год в аспирантуре в Иерусалиме, изучая, среди прочего, мистику и древние тексты.
Джош является евреем, его отец родился в Старом городе Иерусалима, а его дедушка и бабушка по отцовской линии похоронены в Израиле.
Отец Бернштейна умер от сердечного приступа за шесть недель до 15-летия Джоша. Год спустя его трехлетняя сестра погибла в автокатастрофе. У Бернштейна есть брат-близнец Эндрю.
Бернштейн является членом Клуба исследователей и Королевского географического общества. Он страстный путешественник, аквалангист и профессиональный фотограф, с публикациями в журналах Vogue, USA Today, Sports Illustrated, Forbes, Men’s Health , Self, Marie Claire, Men’s Fitness, Outside и Backpacker.
Бернштейн был недолго женат на Лили Снайдер из Sotheby’s, Манхэттен. Они поженились в Иерусалиме, в Израиль, в сентябре 2011 года, но развелись в 2013 году.